# 534 до н. е.

## Події
- В Афінах відбувся перший агон — змагання серед трагічних поетів.
- Напівлегендарний цар Риму Луцій Тарквіній Гордий захопив владу в місті.

### Астрономічні явища
- 8 березня. Повне сонячне затемнення.[1]
- 31 серпня. Кільцеподібне сонячне затемнення.[1]